# Működési költség
A működési költség (angolul: Operational expenditure, röviden: OPEX) egy működő termék, üzemeltetett rendszer, illetve futó üzlet folyamatosan felmerülő költségeit jelenti. Ellentéte, a tőkebefektetés (CAPEX) a termék fejlesztéséhez kapcsolódó költség. Példaként: egy fénymásológép vásárlása CAPEX, de az általa egy év alatt elhasznált papír, festékkazetta, elfogyasztott villamos energia, illetve a karbantartási költségek működési költséget képviselnek. Nagyobb vállalatok esetén az OPEX magában foglalja a bérköltségeket, illetve a telephelyhez kapcsolódó költségeket, mint pl. bérleti díj, közműdíjak.

## Használat

CAPEX-OPEX összefüggés a felhőalapú számítástechnikában

Az üzleti életben a működési költség a napi szintű kiadásokat jelenti, az a vállalat által elköltött pénz, mely a készleteket, berendezéseket üzleti eredménnyé alakítja. Ez komolyabb infrastruktúrákat üzemeltető vállalatoknál az infrastrukturális elemek, eszközök, berendezések működtetésének járulékos költségeit jelentik.
Az eredménykimutatásban a működési költség az üzleti vállalkozás működési kiadásainak összegét jelenti egy meghatározott időszakban, mely lehet egy hónap, vagy egy év. Ingatlanokkal összefüggésben a működési költségek a bevételt termelő vagyonelemek üzemeltetésével karbantartásával kapcsolatos költségeket jelentik. A működési költségek magukban foglalják a következő elemeket:
- számviteli költségek
- licencdíjak
- karbantartási, javítási költségek
- reklámköltségek
- irodai költségek
- szolgáltatások díjai
- ügyvédi, közjegyzői díjak
- közműdíjak, rezsiköltségek
- biztosítási díjak
- ingatlankezelés költségei
- ingatlanadó
- utazási-, gépjármű költségek
- lízingdíjak
- bérköltségek

## Ajánlott irodalom
- ↑ Laáb: Laáb Ágnes. Vezetői számvitel – Elmélet és módszertan [archivált változat] (PDF) (magyar nyelven) (2009). Hozzáférés ideje: 2019. október 13. [archiválás ideje: 2015. szeptember 6.]

## Fordítás
- Ez a szócikk részben vagy egészben  az   Operational costs című angol Wikipédia-szócikk fordításán alapul.  Az eredeti cikk szerkesztőit annak laptörténete sorolja fel. Ez a jelzés csupán a megfogalmazás eredetét és a szerzői jogokat jelzi, nem szolgál a cikkben szereplő információk forrásmegjelöléseként.